# Cantone di Corlay
Il Cantone di Corlay era una divisione amministrativa dell'Arrondissement di Saint-Brieuc con capoluogo Corlay.
A seguito della riforma approvata con decreto del 13 febbraio 2014, che ha avuto attuazione dopo le elezioni dipartimentali del 2015, è stato soppresso.

## Composizione
Comprendeva 5 comuni:
- Corlay
- Le Haut-Corlay
- Plussulien
- Saint-Martin-des-Prés
- Saint-Mayeux